# Arroyo Sauce (Arroyo Grande)
Der Arroyo Sauce ist ein Fluss in Uruguay.
Er entspringt südlich von Andresito in der Cuchilla de Marincho. Von dort verläuft er auf dem Gebiet des Departamentos Flores zunächst in nordwestliche Richtung dann nach Westen. Er mündet westsüdwestlich von Andresito an der dort gelegenen Grenze zum Nachbardepartamento Soriano als rechtsseitiger Nebenfluss in den Arroyo Grande.